# Březník (Modrava)

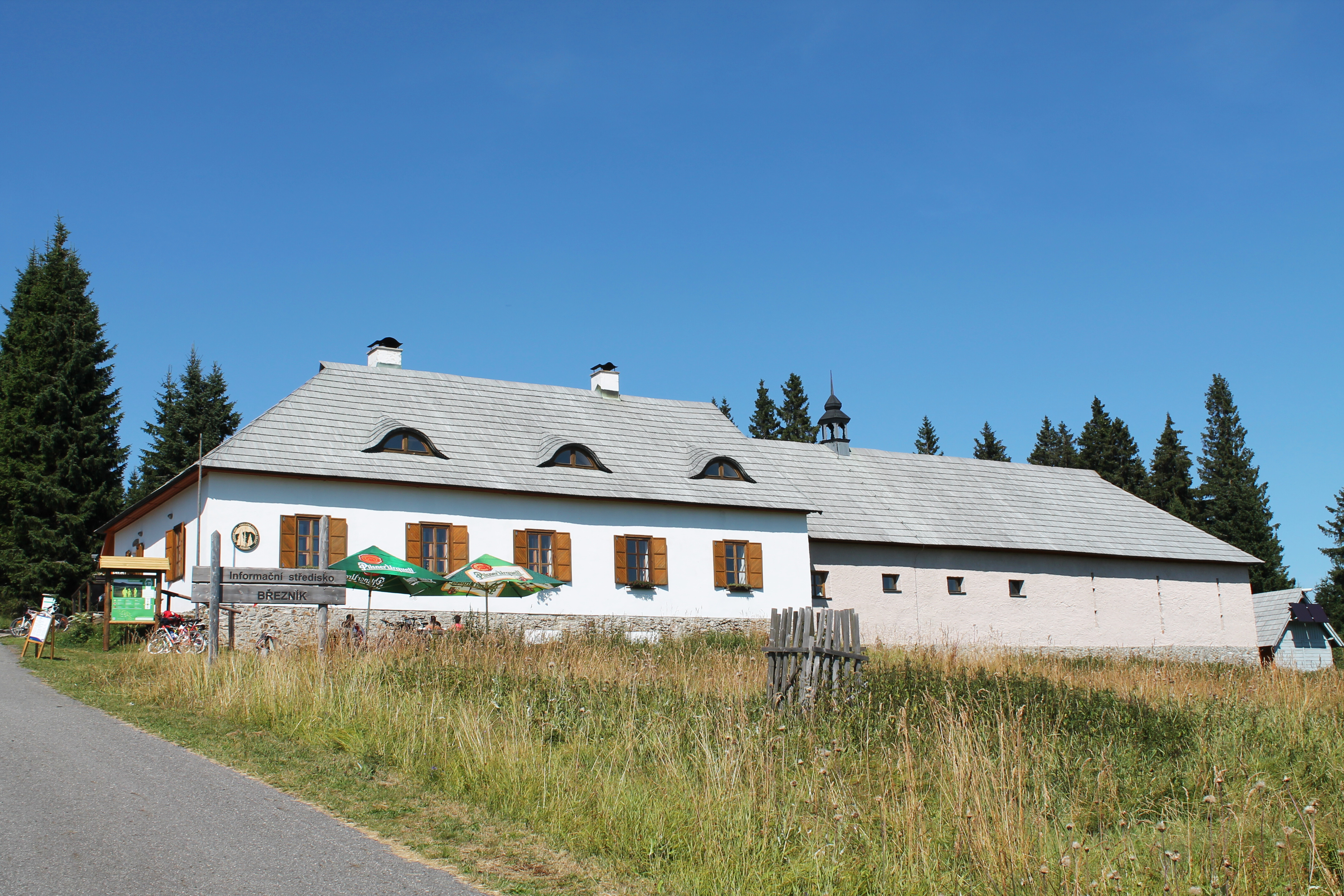
Ehemaliges Forsthaus Pürstling

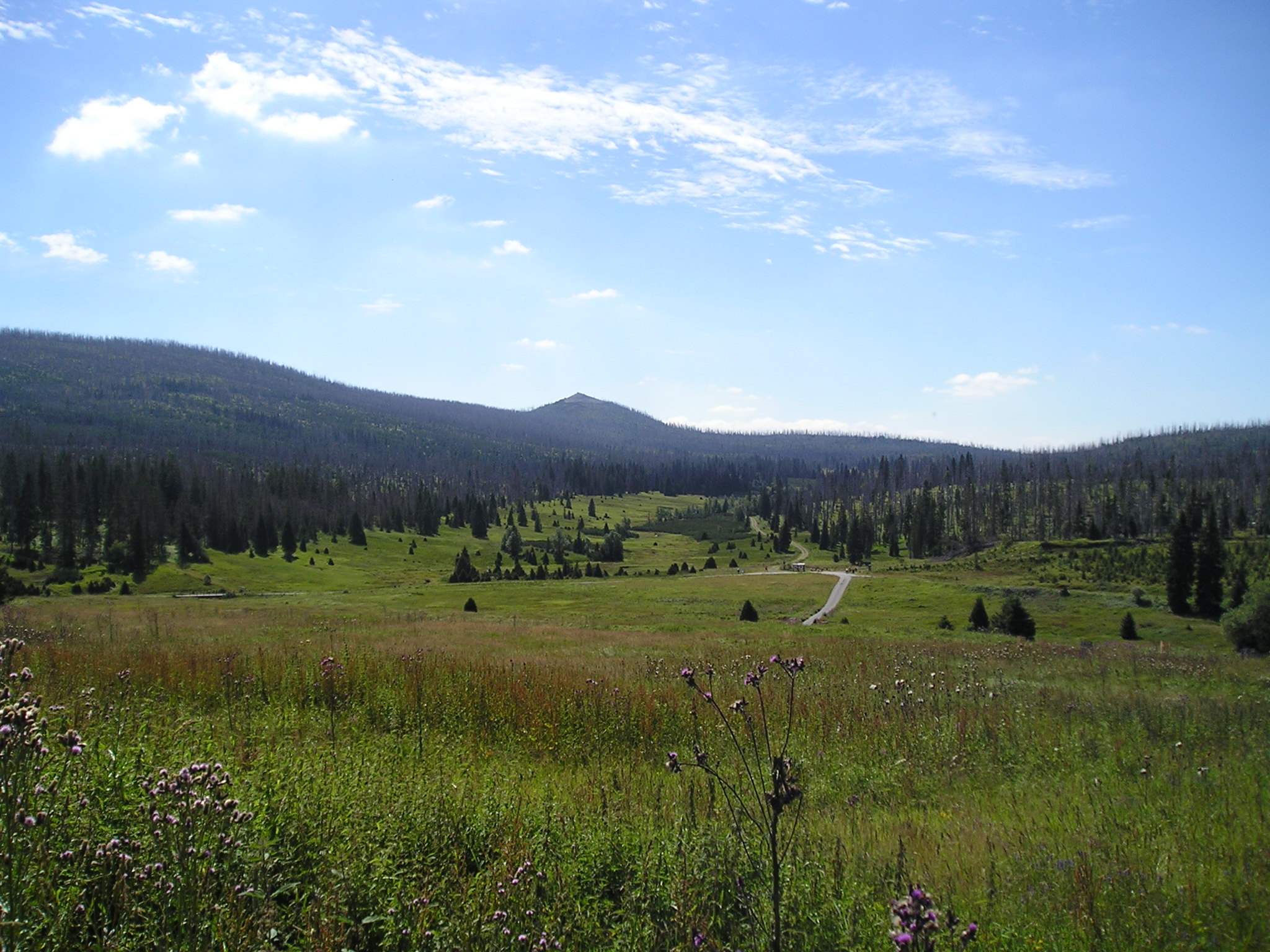
Blick Richtung Lusen

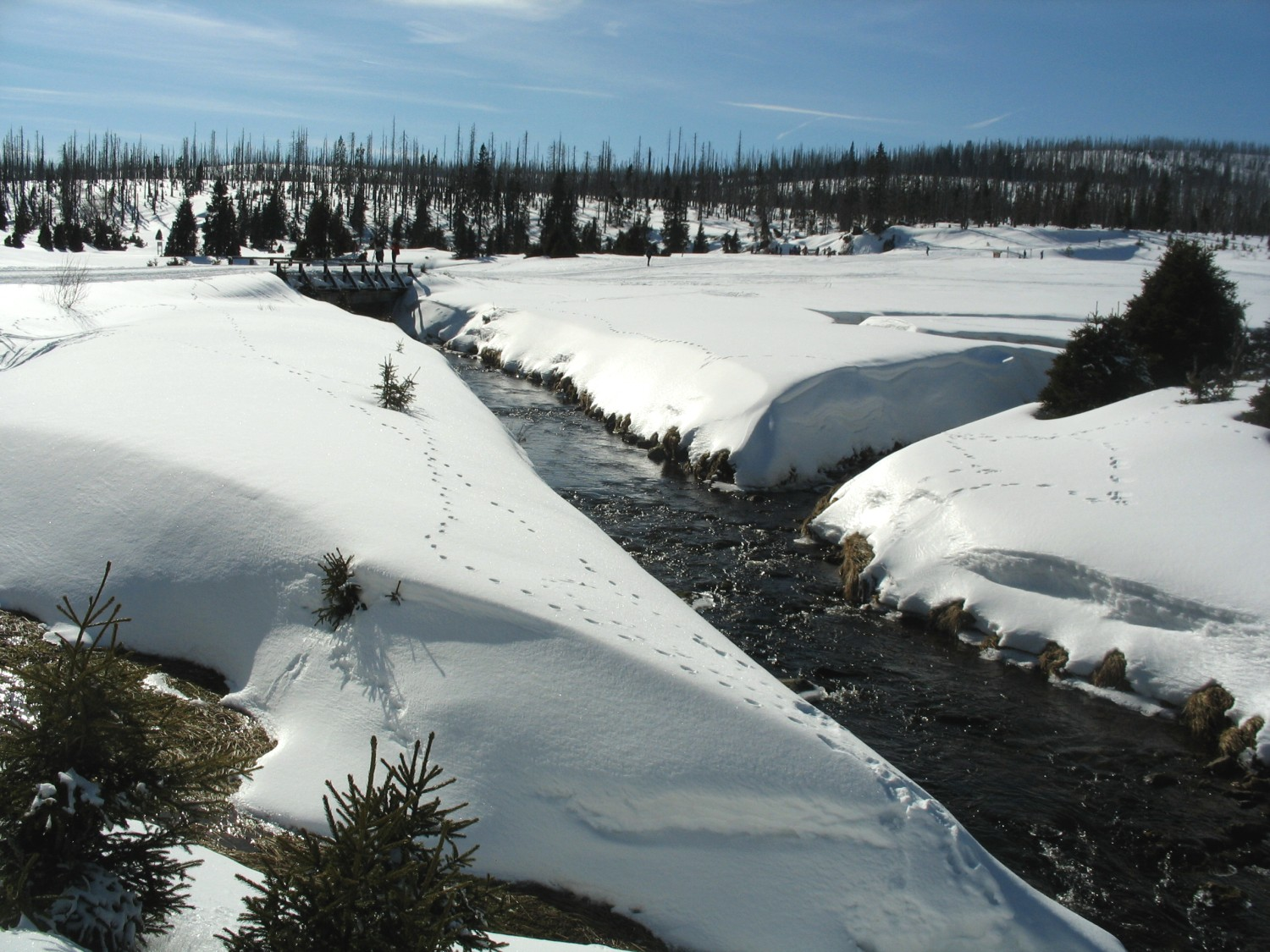
Zusammenfluss von Lusenbach und Schwarzbach zum Maderbach

Březník (deutsch Pürstling) ist eine Einöde im Böhmerwald in der Gemeinde Modrava (Mader) im Okres Klatovy.

## Geographie
Der Ort liegt sechs Kilometer südlich von Modrava im Luzenské údolí (Lusental), das nördlich vom Berg Lusen in Richtung Modrava verläuft. Das südliche Ende des Tals liegt nahe der deutsch-tschechischen Grenze. Durch das breite Tal verläuft der Luzenský potok (Lusenbach), der sich bei Březník in einer Höhe von 1133 m mit dem Březnický potok (Schwarzbach) zum Modravský potok (Maderbach) vereinigt. Über das enger werdende und jetzt bewaldete Tal entwässert dieser die Gegend und ist einer der Quellbäche der Vydra.

## Klima
Das Lusental ist der kälteste und regenreichste Ort im Böhmerwald. Die Durchschnittstemperatur beträgt nur 3,7 °C und es fallen im Schnitt 1500 mm Niederschlag. An bis zu 140 Tagen im Jahr liegt Schnee und es ist in jedem Monat mit Nachtfrösten zu rechnen.

## Geschichte
Nach der Fertigstellung des Chinitz-Tettauer Schwemmkanals im Jahr 1800 war es möglich, die Wälder in den höher liegenden Gebieten der Herrschaft Stubenbach um Mader zur Holzgewinnung zu nutzen. Dazu wurde um 1800 die Holzhauersiedlung Josefstadt und 1804 am Goldenen Steig das Forsthaus Pürstling errichtet. Im Laufe der Zeit kamen noch einige andere Gebäude dazu. 
Im Jahre 1838 bestand die Siedlung Bürstling bzw. Pirstling aus einem Waldhegerhaus und einem Jägerhaus. Pfarrort war Außergefild. Bis zur Mitte des 19. Jahrhunderts blieb Bürstling nach Stubenbach untertänig. 
Das Forsthaus wurde bis 1951 betrieben und musste dann wegen des Baus von Grenzbefestigungen der ČSSR zur Bundesrepublik Deutschland im Kalten Krieg und der damit verbundenen Einrichtung einer Sperrzone aufgegeben werden. Bis 1969 waren Einheiten des Grenzschutzes in dem Gebäude stationiert, das nach deren Abzug verfiel. Nach der Öffnung der Grenze 1989/1990 wurde das Gebiet wieder zugänglich. Von 1998 bis 2002 wurde das Forsthaus wieder aufgebaut und dient nun als Informationszentrum des Nationalparks Šumava. Daneben befinden sich eine kleine Gaststätte und eine Ausstellung über den Schriftsteller Karel Klostermann in dem Gebäude.
Der Grenzübergang an den Blauen Säulen (Modrý sloup) nach Deutschland wurde nach dem Zweiten Weltkrieg geschlossen. Nach der politischen Wende in Tschechien blieb er das aus Naturschutzgründen auch weiterhin; von 2009 bis 2013 bestand eine temporäre Grenzübertrittsmöglichkeit etwa 2 km nordwestlich auf dem Kleinen Spitzberg.

## Trivia
Teile der Handlung von Karel Klostermanns Roman "Ze světa lesních samot" (dt. Aus der Welt der Waldeinsamkeiten) von 1891 spielen vor Ort.